# Hugo Medina
Hugo Martín Medina Ferrer (Montevideo, 10 de junio de 1929 - 22 de mayo de 1998) fue un militar uruguayo. En 1984 fue protagonista de las negociaciones para la salida de la dictadura cívico-militar instaurado en 1973. También fue Ministro de Defensa Nacional entre 1987 y 1990.

## Biografía
De profesión militar, en 1979, en plena dictadura, alcanzó el grado de general. Fue además miembro de la logia de los Tenientes de Artigas.
En el marco de las negociaciones entre militares y políticos para la salida de la dictadura, Medina fue el actor más abierto al diálogo dentro de las Fuerzas Armadas, logrando imponer su posición por encima de la línea dura, representada por el presidente de facto Gregorio Álvarez. 
En junio de 1984 asumió el cargo de Comandante en Jefe del Ejército. En agosto de 1984 los militares alcanzaron con el Partido Colorado, la Unión Cívica y el Frente Amplio el Pacto del Club Naval, que permitió la celebración de elecciones nacionales en noviembre de ese mismo año.
En su carácter de Comandante del Ejército, Medina desempeñó un rol fundamental en la crisis que se produjo a fines de 1986, a raíz de las citaciones judiciales a militares acusados de graves violaciones a los derechos humanos durante la dictadura. Medina declaró que las citaciones estaban en una caja fuerte en su despacho y no iban a salir de allí, amenazando veladamente con un desacato y una insubordinación de hecho, lo que creó un estado de crisis institucional que culminó con la sanción de la Ley de Caducidad, en diciembre de aquel año.
Tras retirarse del Ejército en febrero de 1987, Medina fue designado en noviembre del mismo año Ministro de Defensa Nacional, cargo en el que se mantuvo hasta 1990. En una entrevista con César Di Candia, en 1991, Medina se convirtió en el primer militar uruguayo que admitió haber participado en torturas durante el régimen militar. Di Candia le preguntó: "¿Dio órdenes de torturar?". "Di", contestó Medina sin sobresaltarse.
En 1996 Medina participó, junto a otras figuras públicas, de la fundación de la organización Infancia Patrimonio Nacional (Inpan), abocada a dar alimento a niños de escuelas carenciadas. En dicha organización participaron también el exmilitante tupamaro Mauricio Rosencof y otras personalidades como Carlos Maggi, Danilo Astori, Ricardo Zerbino, Ignacio de Posadas, Gonzalo Aguirre, Enrique Baliño y monseñor Luis del Castillo.
Hugo Medina falleció en Montevideo, a consecuencia de una crisis cardíaca.
| Predecesor: Juan Vicente Chiarino | Ministro de Defensa 1987-1990 | Sucesor: Mariano Brito |